# Hallet Ara
Hallet Ara (tiếng Ả Rập: حلة عارا) là một ngôi làng Syria ở quận Jableh thuộc tỉnh Latakia. Theo Cục Thống kê Trung ương Syria (CBS), Hallet Ara có dân số 1.015 trong cuộc điều tra dân số năm 2004.

## Những người đáng chú ý
- Ali Haydar, chỉ huy Lực lượng đặc biệt Syria trong 26 năm.